# Neil Broad
Neil Broad (n. 20 noiembrie 1966, Cape Town, Africa de Sud) este un jucător de tenis ce a reprezentat Regatul Unit al Marii Britanii și al Irlandei de Nord, medaliat olimpic. A participat la o ediție a Jocurilor Olimpice (1996) în care a câștigat o medalie de argint.

## Participări
Lista de mai jos prezintă principalele competiții la care a participat Neil Broad de-a lungul carierei.
- tennis at the 1996 Summer Olympics – men's doubles[*]